# كثافة الهواء

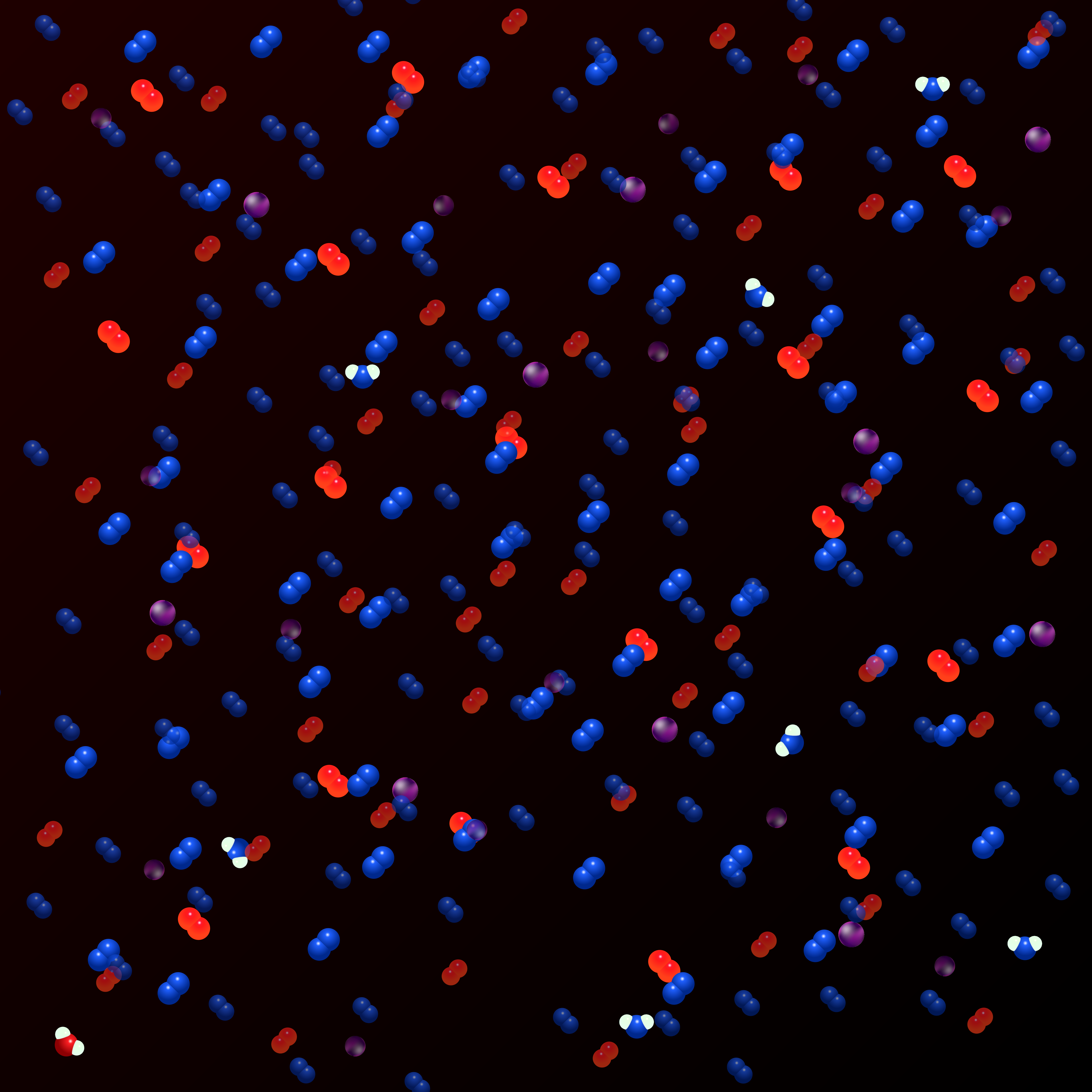

كثافة الهواء (تعطى الرمز اليوناني رو ρ)، هي الكتلة لكل وحدة حجم من الغلاف الجوي. وهي قيمة هامة ومفيدة في علم الطيران ومجالات أخرى. تقل كثافة الهواء بزيادة الارتفاع فوق سطح البحر (كما يقل أيضا الضغط الجوي). كما أنها تقل مع زيادة الحرارة أو الرطوبة. في منسوب سطح البحر ودرجة حرارة 20 مئوية، للهواء كثافة تعادل 1.2 كغم\م³ تقريبًا.

## تأثير الحرارة والضغط
من الممكن حساب كثافة الهواء الجاف باستخدام قانون الغازات المثالية بوضعه كدالة رياضية في الحرارة والضغط:
{\displaystyle \rho ={\frac {p}{R_{specific}\cdot T}}\,}
حيث:
- ρ: كثافة الهواء.
- p: الضغط.
- {\displaystyle R_{specific}}: ثابت الغازات النوعي للهواء الجاف.
- T: الحرارة.

يساوي ثابت الغازات النوعي للهواء الجاف 287.05 جول / كغم * كلفن بنظام الوحدات الدولي (53.35 قدم * رطل قوة بنظام الوحدات الأمريكي)إذن:
- بنظام الاتحاد الدولي للكيمياء البحتة والتطبيقية للحرارة والضغط (0 مئوية و100 كيلو بسكال) للهواء الجاف كثافة مقدارها 1.2754 كغم/م³.
- عند درجة حرارة 20 مئوية و 101.325 كيلو بسكال/ للهواء الجاف كثافة مقدارها 1.2041 كغم/م³.
- عند درجة حرارة 70 فهرنهايت و14.696 رطل/بوصة²، للهواء الجاف كثافة مقدارها 0.074887 رطل/قدم³.

```
حيث : 
```

ضافة بخار الماء إلى الهواء (مما يجعل الهواء رطباً) يقلل من كثافة الهواء على العكس مما قد يبدو منطقيا أنها ستزيد لا تقلل من كثافته.
يحدث هذا لأن الكتلة الجزيئية للماء (18) أقل من الكتلة الجزيئية للهواء (حوالي 29). لأي غاز في حرارة وضغط محددين، عدد الجزيئات الموجود ثابت لحجم محدد. ولهذا فإن جزيئات الماء (على هيئة بخار) تدخل في الهواء، يجب أن تختزل جزيئات الهواء بنفس العدد في الحجم المعين بدون زيادة الحرارة أو الضغط، وبالتالي فإن الكتلة لكل وحدة حجم (الكثافة) تقل.
هذه المعلومات بتلخيص وشكرا للمتابع بالقراءة وإذا اردت المزيد قم بابلاغنا